# ルッキンアットラッキー
ルッキンアットラッキー（Lookin at Lucky、2007年5月17日 - ）はアメリカ合衆国の競走馬。2009年のエクリプス賞最優秀2歳牡馬、2010年のエクリプス賞最優秀3歳牡馬。エクリプス賞最優秀2歳牡馬と最優秀3歳牡馬を両方受賞したのは、スペクタキュラービッド以来31年ぶりである。

## 戦績
2009年4月9日のキーンランドトレーニングセールで、ボブ・バファート調教師に見出され、マイケル・ペグラムらのパートナーシップに475,000ドルで落札された。

### 2009年
半兄のケンセイが3歳の4月までデビューがずれ込んだのと対照的に、2歳の7月にデビューすると距離を伸ばしながら3連勝でデルマーフューチュリティに勝利し無敗でG1を制した。その後ブリーダーズカップ・ジュヴェナイルと同条件で行われるノーフォークステークスにも勝利、G1連勝でブリーダーズカップ・ジュヴェナイルに臨んだ。13頭の出走馬の中1番人気に推されていたが、11番人気のヴェイルオブヨークが粘りきり、ルッキンアットラッキーはアタマ差およばず2着に敗れた。続くハリウッドフューチュリティではブリーダーズフューチュリティステークス勝ち馬のノーブルズプロミスを抑えてG1競走3勝目をあげ、エクリプス賞最優秀2歳牡馬に選出された。

### 2010年
2010年緒戦は3月13日、オークローンパーク競馬場のダートで行われるレベルステークスに出走した。ダートG1競走のホープフルステークス勝ち馬ダブリン等も出走する中1番人気に推され、レースでは道中5番手を進み、先に抜け出したノーブルズプロミスをゴール前で差しきり勝利した。続く4月3日のサンタアニタダービーでは単勝1.8倍の圧倒的1番人気に推されたが、道中での不利もあり、勝ったシドニーズキャンディから6馬身離された3着に敗れた。5月1日のケンタッキーダービーでも1番人気に推されたが、いいところがなくスーパーセイヴァーの6着に終わった。5月15日のプリークネスステークスではゴメスの騎乗に不満を持ったバファートによって若手のマーティン・ガルシアに乗り代わりとなり、ファーストデュードに3/4馬身差をつけて勝利し、ケンタッキーダービーの雪辱を果たす形となった。休養を挟んで8月1日のハスケルインビテーショナルステークスに出走、実績馬が顔を揃えた中で1番人気に支持され、4連勝中のトラップショットに4馬身差をつけて勝利した。次走はトラヴァーズステークスの予定だったが、ハスケルインビテーショナルステークス後に熱発し回避することとなり、ブリーダーズカップのプレップレースとして出走した10月2日のインディアナダービーでは後方から追い込んで勝利した。11月6日のブリーダーズカップ・クラシックではゼニヤッタに続く2番人気に支持された。レースでは中団待機からまくりぎみに進出してブレイムと並んで先頭で直線に入るが、伸びを欠きゼニヤッタ、フライダウンにも交わされ4着に敗れた。レース後、引退が発表された。

## 競走成績
| 出走日     | 競馬場             | 競走名                     | 格 | 距離   | 着順 | 騎手       | 時計（1着） | 着差      | 1着（2着）馬        |
| ---------- | ------------------ | -------------------------- | -- | ------ | ---- | ---------- | ----------- | --------- | ------------------- |
| 2009.07.11 | ハリウッドパーク   | メイドン                   |    | AW6f   | 1着  | G.ゴメス   | 1:10.11     | 3/4馬身   | (Sterling Outlook)  |
| 2009.08.09 | デルマー           | ベストパルS                | G2 | AW6.5f | 1着  | G.ゴメス   | 1:16.06     | 3/4馬身   | (Make Music for Me) |
| 2009.09.07 | デルマー           | デルマーフューチュリティ   | G1 | AW7f   | 1着  | G.ゴメス   | 1:22.85     | 1馬身     | (Make Music for Me) |
| 2009.10.04 | サンタアニタパーク | ノーフォークS              | G1 | AW8.5f | 1着  | G.ゴメス   | 1:43.11     | 1 3/4馬身 | (Pulsion)           |
| 2009.11.07 | サンタアニタパーク | BCジュヴェナイル           | G1 | AW8.5f | 2着  | G.ゴメス   | （1:43.48） | アタマ    | Vale of York        |
| 2009.12.19 | ハリウッドパーク   | ハリウッドフューチュリティ | G1 | AW8.5f | 1着  | G.ゴメス   | 1:43.30     | 3/4馬身   | （Nobie's Promise） |
| 2010.03.13 | オークローンパーク | レベルS                    | G2 | D8.5f  | 1着  | G.ゴメス   | 1:43.06     | アタマ    | （Nobie's Promise） |
| 2010.04.03 | サンタアニタパーク | サンタアニタダービー       | G1 | AW9f   | 3着  | G.ゴメス   | （1:48.00） | 6馬身     | Sidney's Candey     |
| 2010.05.01 | チャーチルダウンズ | ケンタッキーダービー       | G1 | D10f   | 6着  | G.ゴメス   | （2:04.45） | 6馬身1/2  | Super Saver         |
| 2010.05.15 | ピムリコ           | プリークネスS              | G1 | D9.5f  | 1着  | M.ガルシア | 1:55.47     | 3/4馬身   | (First Dude)        |
| 2010.08.01 | モンマスパーク     | ハスケル招待S              | G1 | D9f    | 1着  | M.ガルシア | 1:49.83     | 4馬身     | (Trappe Shot)       |
| 2010.10.02 | フージャーパーク   | インディアナダービー       | G2 | D8.5f  | 1着  | M.ガルシア | 1:43.40     | 1 1/4馬身 | (Thiskyhasnolimit)  |
| 2010.11.06 | チャーチルダウンズ | BCクラシック               | G1 | D10f   | 4着  | M.ガルシア | （2:02.08） | 3 3/4馬身 | Blame               |

## 引退後
ジャイアンツコーズウェイ、フサイチペガサスなどが繋養されているクールモアグループのアッシュフォードスタッドで種牡馬入りした。初年度の種付け料は35.000ドル。

### 主な産駒
- アクセラレート（Accelerate） - 2018年ブリーダーズカップ・クラシック(GI)、パシフィッククラシックステークス(GI)、ゴールドカップアットサンタアニタステークス(GI)、サンタアニタハンデキャップ(GI)、オーサムアゲインステークス(GI)

- ワウキャット（Wow Cat） - 2018年ベルデイムステークス(GI)、2017年セントレジャークリスタル(GI)、アルベルト・ソラリ・マグナスコ賞(GI)、グラン・クリテリウム賞(GI)、ミル・ギネアス賞(GI)、タンテオ・デ・ポトランカス(GI)、ホセ・サーベドラ・バエザ賞(G3)

- カントリーハウス（Country House） - 2019年ケンタッキーダービー(GI)
- パンフィールド（Panfield）[注 1][2]- 2019年ポラデポトリロス(G1)、ナシオナルリカルドリヨン(G1)、エルエンサーヨ(G1)、2021年香港チャンピオンズ&チャターカップ(G1)、シャティントロフィー(G2)
- テストスコア（Test Score） - 2025年トランシルヴァニアステークス(GIII)、ベルモントダービーインビテーショナルステークス(GI)

## 血統表
| ルッキンアットラッキー (Lookin at Lucky)の血統（ミスタープロスペクター系 / Mr. Prospector 3×5=15.63%、Native Dancer 4×5=9.38%、Northern Dancer 4×5=9.38%、Nearctic 5×5=6.25%） | ルッキンアットラッキー (Lookin at Lucky)の血統（ミスタープロスペクター系 / Mr. Prospector 3×5=15.63%、Native Dancer 4×5=9.38%、Northern Dancer 4×5=9.38%、Nearctic 5×5=6.25%） | ルッキンアットラッキー (Lookin at Lucky)の血統（ミスタープロスペクター系 / Mr. Prospector 3×5=15.63%、Native Dancer 4×5=9.38%、Northern Dancer 4×5=9.38%、Nearctic 5×5=6.25%） | （血統表の出典）      | （血統表の出典） |
| 父 Smart Strike 1992 鹿毛 | 父の父Mr. Prospector 1970 鹿毛 | Raise a Native | Native Dancer         | Native Dancer    |
| 父 Smart Strike 1992 鹿毛 | 父の父Mr. Prospector 1970 鹿毛 | Raise a Native | Raise You             |                  |
| 父 Smart Strike 1992 鹿毛 | 父の父Mr. Prospector 1970 鹿毛 | Gold Digger | Nashua                | Nashua           |
| 父 Smart Strike 1992 鹿毛 | 父の父Mr. Prospector 1970 鹿毛 | Gold Digger | Sequence              |                  |
| 父 Smart Strike 1992 鹿毛 | 父の母Classy'n Smart 1981 鹿毛 | Smarten | Cyane                 | Cyane            |
| 父 Smart Strike 1992 鹿毛 | 父の母Classy'n Smart 1981 鹿毛 | Smarten | Smartaire             |                  |
| 父 Smart Strike 1992 鹿毛 | 父の母Classy'n Smart 1981 鹿毛 | No Class | Nodouble              | Nodouble         |
| 父 Smart Strike 1992 鹿毛 | 父の母Classy'n Smart 1981 鹿毛 | No Class | Classy Quillo         |                  |
| 母 Private Feeling 1999 栗毛 | 母の父Belong to Me 1989 黒鹿毛 | Danzig | Northern Dancer       | Northern Dancer  |
| 母 Private Feeling 1999 栗毛 | 母の父Belong to Me 1989 黒鹿毛 | Danzig | Pas de Nom            |                  |
| 母 Private Feeling 1999 栗毛 | 母の父Belong to Me 1989 黒鹿毛 | Belonging | Exclusive Native      | Exclusive Native |
| 母 Private Feeling 1999 栗毛 | 母の父Belong to Me 1989 黒鹿毛 | Belonging | Straight Deal         |                  |
| 母 Private Feeling 1999 栗毛 | 母の母Regal Feeling 1986 鹿毛 | Clever Trick | Icecapade             | Icecapade        |
| 母 Private Feeling 1999 栗毛 | 母の母Regal Feeling 1986 鹿毛 | Clever Trick | Kankakee Miss         |                  |
| 母 Private Feeling 1999 栗毛 | 母の母Regal Feeling 1986 鹿毛 | Sharp Belle | Native Charger        | Native Charger   |
| 母 Private Feeling 1999 栗毛 | 母の母Regal Feeling 1986 鹿毛 | Sharp Belle | Sleek Dancer F-No.9-f |                  |

- 半兄にKensei（ドワイヤーステークス (G2) 、ジムダンディステークス (G2) ）、全妹Private Jetの産駒にパライバトルマリン（関東オークス）がいる。